# Cerodontha rhodendorfi
Cerodontha rhodendorfi är en tvåvingeart som beskrevs av Nowakowski 1967. Cerodontha rhodendorfi ingår i släktet Cerodontha och familjen minerarflugor. Inga underarter finns listade i Catalogue of Life.